# The Register
The Register (apodado El Reg o The Reg) es un sitio web británico de noticias de tecnología y opinión. Co-fundada en 1994 por Mike Magee y John Lettice. Situation Publishing Ltd, aparece como editor del sitio. Lettice es el director editorial, y Andrew Orlowski es el Editor Ejecutivo.
En 2024 el slogan ya no sale en la web. Antes era "Biting the hand that feeds IT".

## Historia
The Register fue fundada en Londres como un boletín electrónico llamado Chip Connection. En 1998 The Register se convirtió en una fuente diaria de noticias en línea. Magee salió del equipo en 2001 para empezar las publicaciones competidoras The Inquirer, y más tarde el IT Examiner y TechEye.
En 2002, The Register se amplió para tener presencia en Londres y San Francisco, creando The Register USA en theregus.com a través de una aventura en conjunto con Tom's Hardware Guide. En 2003, dicho sitio se trasladó a theregister.com. Ese contenido se fusionó más tarde en theregister.co.uk. The Register lleva contenido sindicado incluyendo las historias del BOFH de Simon Travaglia.
En 2010 The Register apoyó el exitoso lanzamiento del Avión de Papel Lanzado al espacio, un proyecto que anunciaron en 2009 que soltó un avión de papel en la atmósfera superior extrema.
Entre sus empleados incluyen a: Andrew Orlowski, Kelly Fiveash y Lewis Page. 
Otro contribuyente regular es Tim Worstall. (Economista) 

## Lectores y contenido
En 2011 fue leído diariamente por más de 350.000 usuarios de acuerdo a la Oficina de Auditoría de Circulaciones, llegando a 468.000 en un día y casi 9,5 millones mensualmente en 2013. En noviembre de 2011 entre el Reino Unido y los Estados Unidos representaron aproximadamente el 42% y el 34% de cantidad de visitas, respectivamente, con Canadá siendo el siguiente origen más importante llegando al 3%. En 2012, el Reino Unido y los Estados Unidos representaron aproximadamente el 41% y el 28% de cantidad de visitas, respectivamente, con Canadá al 3,61%.
En octubre de 2013, el portal Alexa informó que el sitio se clasificó de #3, de 140 en el mundo por su tráfico web, escalando  aproximadamente 1516 puestos comparado con los 3 meses anteriores. Se ubicaba en la posición #2343 en los EE.UU..
En abril de 2015, después de un rediseño de la página web, Alexa informó que el ranking de ellos cayó al número #3430 en el mundo, y el tráfico se redujo en más del 6%.
En Channel Register cubren las noticias de negocios del computador y del comercio, que incluye notas de prensa de negocios. Noticias y artículos de hardware y electrónica de consumo son cubiertos por Reg Hardware. Reg Research es un recurso en profundidad sobre las tecnologías y cómo se relacionan con los negocios. Cash'n'Carrion era una tienda de mercancía de The Register, pero cerró en 2010.